# Oxylamia punctifrons
Oxylamia punctifrons är en skalbaggsart som beskrevs av Pierre Lepesme och Stefan von Breuning 1951. Oxylamia punctifrons ingår i släktet Oxylamia och familjen långhorningar. Inga underarter finns listade i Catalogue of Life.